# The Marvelettes
A Marvelettes az 1960-as évek népszerű, négy lányból álló amerikai énekegyüttese volt; tagjai: Gladys Horton, Katherine Anderson, Georgeanna Tillman, és Wanda Young voltak. A Please Mr. Postman című számuk listavezető lett és ezzel futottak be 1961-ben. A dallal később (1963-ban) a Beatles is kimagasló sikereket ért el.

## Nagylemezek
- 1961 Please Mr. Postman
- 1962 The Marvelettes Sing
- 1962 Playboy
- 1963 The Marvelous Marvelettes
- 1963 The Marvelettes Recorded Live On Stage
- 1966 The Marvelettes Greatest Hits
- 1967 The Marvelettes (Pink Album)
- 1968 Sophisticated Soul
- 1969 In Full Bloom
- 1970 The Return of the Marvelettes
- 1975 The Marvelettes Anthology
- 1975 Best of The Marvelettes